# Carole Martinez
Carole Martinez (Créhange, 10 de novembro de 1966) é uma romancista e professora francesa.
Conhecida por seus romances poeticos e marcados de realismo mágico, ela explora temas como mémoria e transmissão, a condição feminina, amor, solidão, busca de identidade e relações familiais.
Suas obras, traduzidas em diversas linguas, foram nomeadas e receberam vários prêmios.

## Biografia
Aos 20 anos, Carole se interessa pelo teatro e começa uma trupe. Após terminar seus estudos de letras, ela trabalha como professora de francês. Em 2005, duranta sua licença maternidade, Carole começa a escrever seu primeiro romance inspirada pelas histórias que lhe contava sua avó.
Seu primeiro romance, Le Cœur cousu, foi lançado discretamente em fevereiro de 2007 e recebeu posteriormente vários prêmios. O seu segundo romance, Du domaine des Murmures (2011) foi nomeado ao Prêmio Goncourt, o qual perdeu para L'Art français de la guerre de Alexis Jenni de cinco votos a três. Ela recebe porem o Prix Goncourt des lycéens de 2011, versão que é votada pelos estudantes de ensino médio.

## Obras
- Le Cœur cousu, Paris, éditions Gallimard, Collection Blanche, 2007, ISBN 9782070783052

- Du domaine des Murmures, Paris, éditions Gallimard, Collection Blanche, 2011, ISBN 9782070131495

- La terre qui penche, Paris, éditions Gallimard, Collection Blanche, 2015, ISBN 9782070149926

- Les roses fauves, Paris, éditions Gallimard, Collection Blanche, 2020, ISBN 9782072788918

- Dors ton sommeil de brute, Paris, éditions Gallimard, 2024, ISBN 9782072929861

## Prêmios
- Por Le Cœur cousu:
  - Prix Renaudot des lycéens 2007
  - Prix Ulysse 2007
  - Prix Emmanuel-Roblès 2007
  - Prix Ouest-France / Étonnants Voyageurs 2007
  - Premier prix du Festival du Premier Roman de Chambéry - 2007
  - Bourse de la Découverte - Prix Découverte Prince-Pierre-de-Monaco 2007
  - Bourse Thyde-Monnier 2007
  - Prix des lycéens de Monaco
- Por Du domaine des Murmures:
  - Prix Goncourt des lycéens 20116
  - Prix Marcel-Aymé 20128